# Ledárna

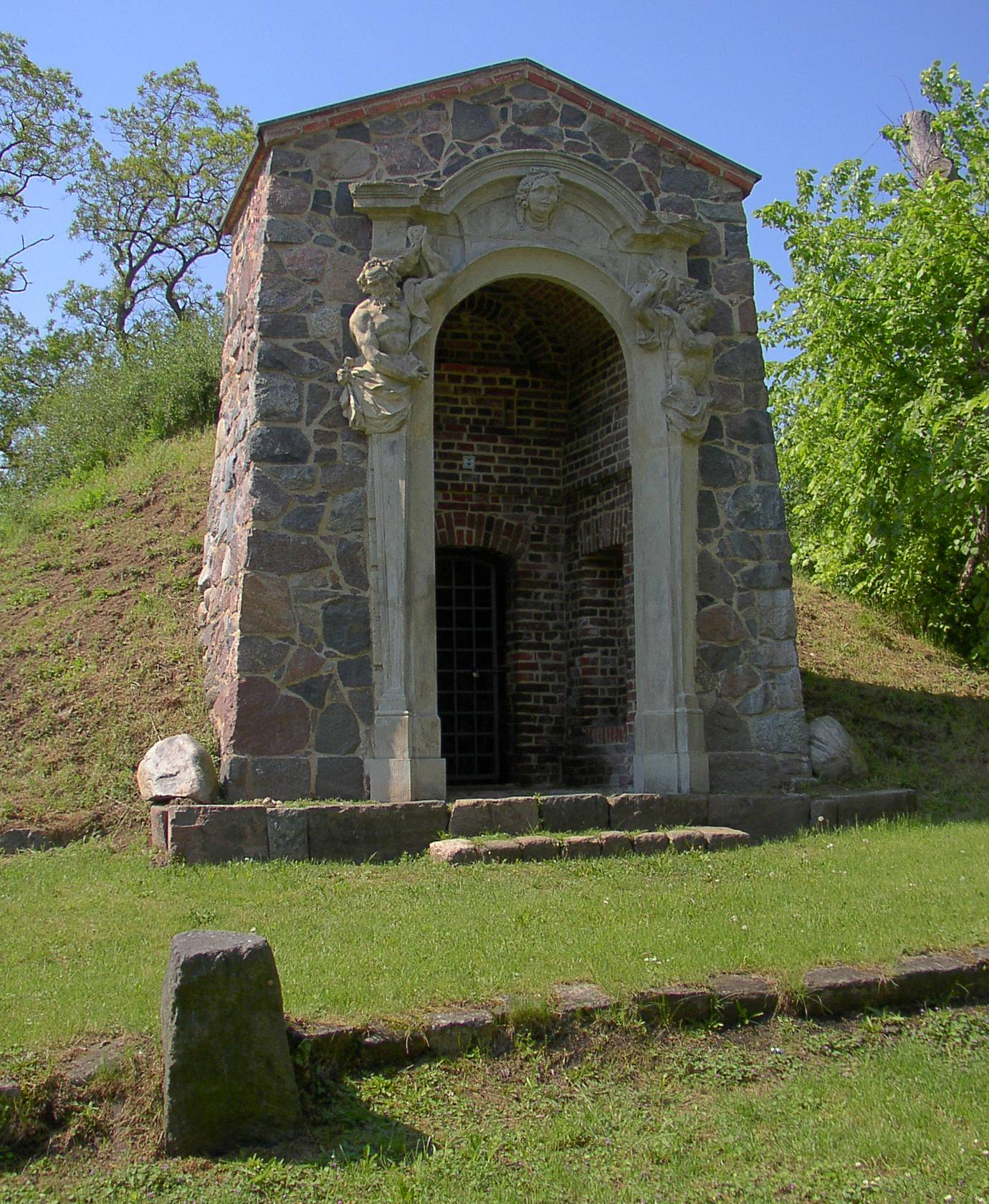
Ledárna ve Wustrau

Ledárna nebo ledovna či lednice je podzemní nebo částečně podzemní stavba, používaná dříve k uchovávání ledu, využívaného k chlazení zejména potravin. S nástupem chladicích technologií od konce 19. století začalo využívání ledáren ustupovat. Ojediněle se ledárny užívaly až do 50. let 20. století. Dnes je většina bývalých ledáren zničena, jen některé z nich byly restaurovány, nebo se používají k jiným účelům.